# Louis Dechenne
Louis Dechenne (1917 - januari 1973) was een Belgische atleet. Hij was gespecialiseerd in de sprint en behaalde één Belgische titel.

## Biografie
Dechenne sloot zich pas in 1936 aan bij een atletiekclub; bij Union Sint-Gillis. Voordien was hij actief als niet-aangeslotene. Hij werd in 1937 Belgisch kampioen op de 100 m. Later dat jaar won hij tijdens de interland Noord-Frankrijk - België in Rijsel de 100 m in 10,6 s, een tiende sneller dan het Belgisch record van Paul Brochart. De tijd werd niet erkend als record omdat na het nameten de gelopen afstand slechts 99,86 m bleek te zijn.
Na zijn actieve carrière werd Duchenne bestuurder bij het Belgisch Olympisch Comité.

## Belgische kampioenschappen
| Onderdeel | Jaar |
| --------- | ---- |
| 100 m     | 1937 |

## Palmares

### 100 m
- 1937:  BK AC - 11,1 s
- 1938:  BK AC

### 200 m
- 1942:  BK AC - 22,8 s